# Када причамо о љубави, да ли причамо
Када причамо о љубави, да ли причамо је позоришна представа коју је режирао Марко Челебић на основу текста Филипа Грујића. Премијерно је приказана 9. маја 2019. у позоришту ДАДОВ.
Представа се бави проблемима код тинејеџера који настају услед недостатка комуникације током промена које им се намећу одрастањем.

## Радња
Радња представе се дешава за време средњошколске матурске екскурзије на путу по Медитерану.
Комад прати одрастање једног разреда као и суочавање са чињеницом да ће нагло променити средину. Током екскурзије настају нове љубави и пријатељстава, али и разилазе се постојеће.

## Улоге
| Лица                              | Глумци                |
| --------------------------------- | --------------------- |
| Разредни                          | Лазар Ђукић           |
| Ђурђица                           | Анастасија Мартиновић |
| Сраћко                            | Урош Раковић          |
| Тамара                            | Нина Недић            |
| Лик из кварта                     | Милан Васиљевић       |
| Лик из кварта                     | Будимир Стошић        |
| Ликуша из кварта                  | Данијела Стојиљковић  |
| Четврто један                     | Мина Томић            |
| Милица (Ханина најбоља другарица) | Вања Ђенадић          |
| Раша                              | Огњен Иванов          |
| Хана                              | Јелена Благојевић     |
| Боки                              | Лазар Ненадовић       |
| Сале                              | Матеја Брнабић        |
| Наташа                            | Ана Шавија            |
| Заљубљени пар                     | Милица Лабус          |
| Заљубљени пар                     | Марко Ђековић         |
| Стефан кошаркаш                   | Петар Богдановићћ     |
| Дизел                             | Тихомир Никитовић     |